# Мейджор, Теодор
Теодо́р Ме́йджор (англ. Theodore Major; 19 февраля 1908, Уиган — 17 января 1999, Ормскирк) — английский художник.

## Биография
Один из семи детей в семье рабочих текстильной фабрики. На протяжении всей жизни был связан с родным городом: в 1927—1932 гг. учился в Уиганской художественной школе, затем вплоть до 1950 г. преподавал в ней, а в 1952 г. основал Уиганский клуб искусств. 
Высокая оценка Джона Бёрджера, причислившего работы Мейджора к «лучшей английской живописи нашего времени», привела к ряду его выставок в Карлайле, Солфорде и Блэкберне, в некоторых случаях совместно со старшим и более известным живописцем Л. С. Лаури. Выступал также как автор комиксов для газет Daily Mail and the Manchester Guardian. 
В последние годы жизни, после смерти в 1978 г. жены, художницы Кэтлин Эйнскоу, вёл почти затворнический образ жизни и отказывался продавать свои картины, выставляя их для свободного просмотра в специально приобретённом домике рядом со своим собственным домом. 
В 1992 г. художник оказался в центре скандала в связи с отказом платить налог за этот второй дом как за жилой; Мейджору грозило тюремное заключение, однако городской совет, установив, что единственным источником средств к существованию служит престарелому живописцу государственная пенсия в размере 56 фунтов в неделю, решил списать ему все долги. 
К столетию художника в 2008 году наиболее репрезентативная выставка его работ прошла в Галерее «Олдэм» в Манчестере.

## Творчество
Живопись Мейджора довольно разнообразна по материалу и стилистике. Наибольшую известность получили его сумрачные урбанистические пейзажи с заметным влиянием экспрессионизма, однако многие поздние работы отдают дань другим авангардным тенденциям вплоть до символизма.